# 多昌博志
多昌 博志（たしょう ひろし、1963年4月1日 - ）は、ティップネス取締役常務執行役員（日本テレビ放送網社長室出向局次長現職出向）。日テレ学院第5代学院長。神奈川県川崎市出身。
日本テレビ元アナウンサー。桐蔭学園高校→中央大学法学部卒業。

## 来歴・人物
1985年に日本テレビ入社。同期には鷹西美佳・日高直人がいる。アナウンサー時代は主としてスポーツ中継（プロ野球、サッカー、箱根駅伝など）が中心だったが、その後はスポーツから退き報道・情報番組のレポーターやスタジオキャスターを担当していた。
アナウンス部より営業局営業推進部に異動となり、2010年7月1日より営業局営業戦略センター営業企画部長。2012年6月1日よりコンテンツ事業局次長兼事業推進部長（2013年に事業局に改正）。2014年6月1日よりコンテンツ事業部長兼務。2016年6月1日より社長室出向局次長扱いとしてティップネスに出向。コンテンツ事業部長の後任は篠宮浩司。2023年に日テレイベンツ取締役、2025年時点で常務取締役として6月より日テレ学院6代目学院長。
スポーツ中継では斎藤雅樹（巨人・当時）の11試合連続完投勝利（1989年7月15日、対ヤクルト戦）、松井秀喜(巨人・当時)のプロ入り初ホームラン(1993年5月2日、対ヤクルト戦)、ON対決と言われた2000年の日本シリーズ第2戦、長嶋茂雄が巨人の監督を勇退した2001年の本拠地最終戦 (9月30日、対横浜戦)、オールスターゲームでは2002年の第2戦（松山坊っちゃんスタジアム）を実況。また、トヨタカップの実況を1996年（ユヴェントス対CAリーベル・プレート）と2001年（バイエルン・ミュンヘン対ボカ・ジュニアーズ）の2回担当した。
コンテンツ事業局時代はアニメーション番組の企画・制作を中心に携わり、子会社のタツノコプロで取締役（非常勤）を務めた。
1970年代当時は太田裕美ファンで“最愛のアイドル”だったとのことだが、薬師丸ひろ子のデビュー後は薬師丸ファンにもなっている。

## エピソード
1987年6月28日に放送された「NNNニューススポット」のオープニングのBGMが、間違えて「笑点」のテーマソングが流れた時のニュースを担当していた。
1999年1月18日から1月22日まで放送されたNNNニュースプラス1のスポーツコーナーを、冬休み中の蛯原哲に代わり担当した。

## 担当番組

### アナウンサー時代
報道番組
| 期間         | 期間          | 番組名              | 役職                       | 担当日       |
| ------------ | ------------- | ------------------- | -------------------------- | ------------ |
| 1988年4月8日 | 1990年3月31日 | NNNきょうの出来事   | スポーツコーナーキャスター | 金曜日       |
| 1988年4月9日 | 1990年3月31日 | NNNスポーツニュース | キャスター                 | 休日         |
| 1990年4月1日 | 1991年9月29日 | NNNきょうの出来事   | スポーツコーナーキャスター | 金曜日・休日 |

スポーツ関連
- スポーツ実況（プロ野球・駅伝・サッカー・陸上競技など）など

### コンテンツ事業局時代
- 天才!!カンパニー（チーフプロデューサー）
- HUNTER×HUNTER（企画）
- それいけ!アンパンマン（企画）
- それいけ!アンパンマンくらぶ （チーフプロデューサー）
- ばらかもん（制作）
- いつかティファニーで朝食を（制作）
- ふらいんぐうぃっち （企画）
- ルパン三世 イタリアン・ゲーム （企画）